# Carazziella hobsonae
Carazziella hobsonae är en ringmaskart som beskrevs av Blake 1979. Carazziella hobsonae ingår i släktet Carazziella och familjen Spionidae.
Artens utbredningsområde är Mexikanska golfen. Inga underarter finns listade i Catalogue of Life.